# Sedentarismo (antropología)

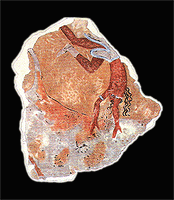
Fragmento antiguo de un fresco encontrado en las ruinas de la antigua ciudad de Avaris, Egipto.

El "sedentarismo" es una forma en la que una tribu, un pueblo, un hogar, una familia, etc., se queda en un solo lugar y lo toman como su hogar. Es la antítesis del nomadismo. Se cree que el proceso por el cual los seres humanos comenzaron a dejar de ser nómadas para convertirse en sedentarios comenzó con el mesolítico, hace aproximadamente diez mil años en Oriente Medio. Posteriormente se fue dando en todos los continentes, en unos casos por difusión y en otros de manera espontánea, como en China, Nueva Guinea, África o América (en esta última durante su periodo formativo). La sedentarización se consolidó definitivamente con la fundación de las primeras ciudades (Jericó tiene ya entidad poblacional hacia el 9 500 a. C.). La ciudad representaría la culminación del proceso de sedentarización humano y dicho proceso perdura todavía en la Edad Contemporánea.

## Nomadismo
El nomadismo es la forma más antigua de poblamiento del mundo y comprende todo el largo tiempo de la Prehistoria, desde hace más de dos millones de años hasta la revolución agrícola. El ser humano sobre la tierra, por ende, ha estado más tiempo como nómada que como sedentario. Con frecuencia y especialmente en las sociedades contemporáneas, la cultura nómada es vista como vestigio prehistórico, sociedades marginales y primitivas. Pero es gracias al nomadismo que el planeta entero está poblado. Gracias al nomadismo, las  tribus de las estepas de [Siberia] cruzaron el puente de Beringia en un tiempo ubicado hasta hace 50 mil años y el continente americano se pobló enteramente. Si no hubiera sido por esas tribus nómadas siberanias, de acuerdo a esa teoría, es posible que el continente hubiera permanecido inhabitado hasta el año 1492. Por otra parte, el nomadismo no terminó después de la aparición del sedentarismo. Este continuó y perdura hasta el presente en numerosos pueblos en los cinco continentes cuya existencia es valiosa para los estudios y cuyos derechos humanos deben ser protegidos y defendidos. Según Mapahumano, existen en la actualidad 40 millones de nómadas «que se desplazan en busca de pastos y agua, a veces en larguísimas travesías. Es la única forma de supervivencia de los climas más extremos, la misma que hace 500 años». Por supuesto que la diferencia entre los nómadas y los sedentarios es que los nómadas viajaban de un lugar a otro en busca de comida y demás tradiciones, y los sedentarios se quedaban en un lugar fijo toda su vida

## Motivos del sedentarismo

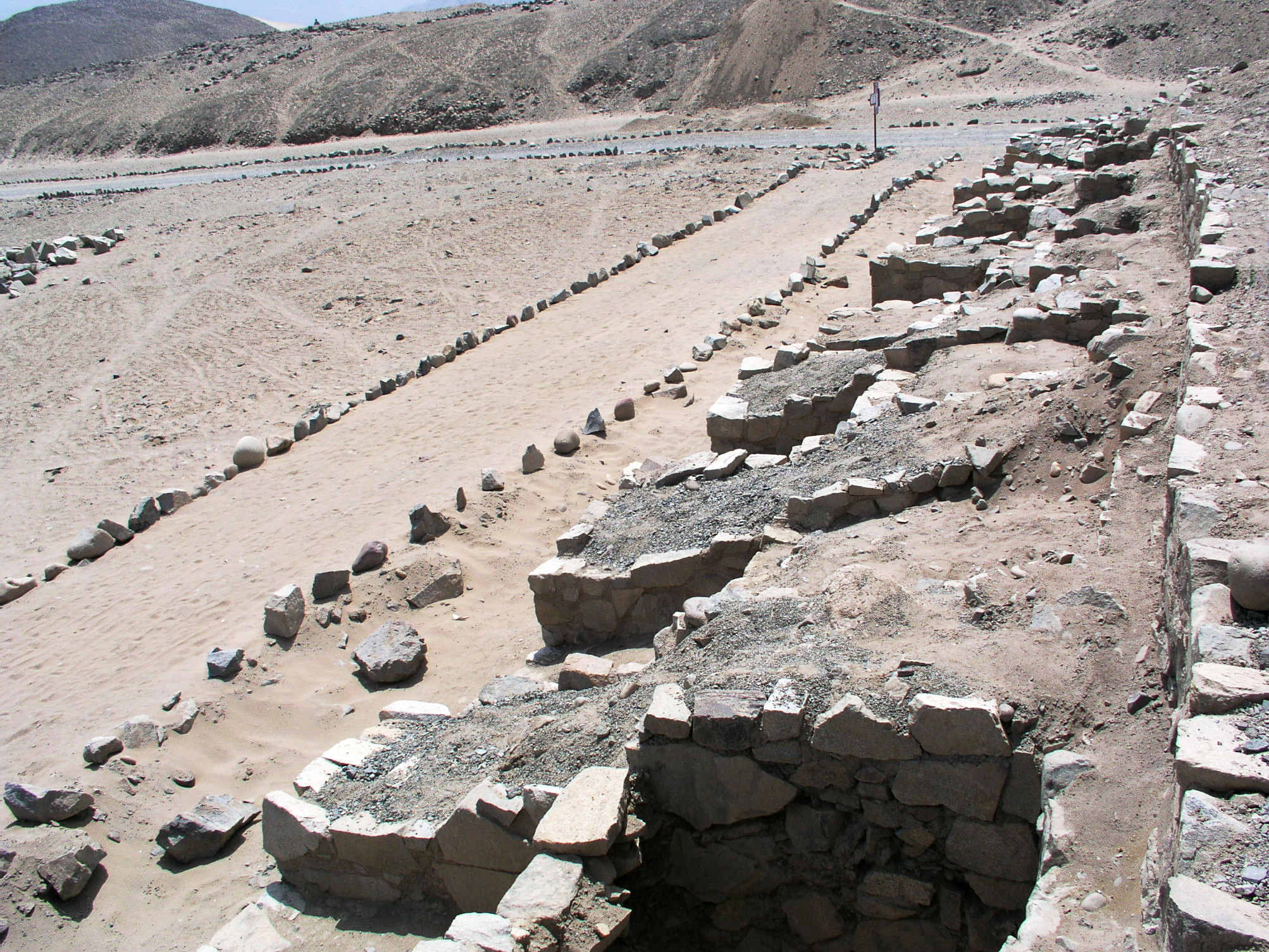
La ciudad de Caral (Perú) Es considerada la primera ciudad de América, con una antigüedad de 5000 años.

La razón principal por la cual muchos pueblos nómadas se hicieron sedentarios se encuentra en uno de los descubrimientos más importantes de la humanidad: la agricultura. Aunque arqueológicamente la agricultura estuvo precedida de una fase de almacenamiento de alimentos poco perecederos obtenidos de la recolección[cita requerida]. 
Entre la tribu nómada y la tribu sedentaria pasaron muchas generaciones, muchos experimentos e incluso retornos al nomadismo, hasta que un determinado grupo se estableció definitivamente en una localidad (Estoriatus). Este proceso tuvo lugar en un tiempo ubicado al final del Holoceno, es decir, cuando terminó la última Glaciación hace aproximadamente 10 mil años y el planeta alcanzó mayores grados de temperatura. Las primeras culturas agrícolas, según los hallazgos arqueológicos, se ubican en el Medio Oriente en donde se desarrollarían las primeras ciudades. Pero el calentamiento global del planeta hace 10 mil años generó un proceso similar en todos los continentes que tuvo como consecuencia que muchas tribus se establecieran en determinados lugares y dieran inicio a las llamadas civilizaciones de la antigüedad.

## Ciudad

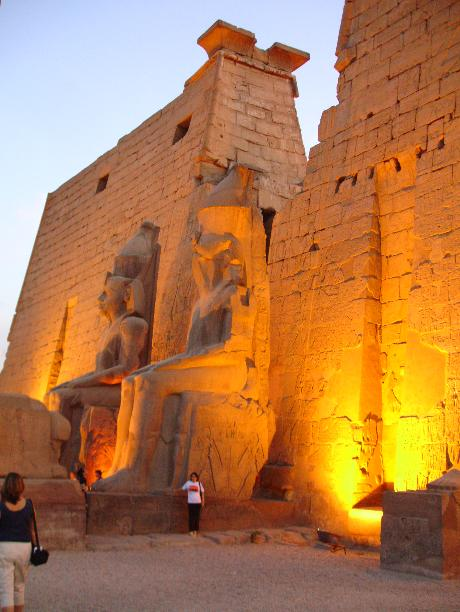
El templo de Luxor, la antigua Tebas, es uno de los más antiguos asentamientos del mundo en Egipto.

La ciudad es consecuencia directa del establecimiento definitivo de un grupo humano en un territorio determinado. La agricultura permitió que la tribu se detuviera para cuidar del proceso de sembrados y la domesticación de animales. Ello implicó el trabajo, pero también el tiempo de espera, del cual nace un desarrollo cultural determinado como la escritura, el registro del tiempo (calendario), las matemáticas, las observaciones astronómicas y el comercio interétnico. La agricultura también conlleva que la tribu tenga ciertas posesiones que debe cuidar de las ambiciones de otras tribus y por primera vez la humanidad construye las fortalezas y murallas. 
Existen vestigios de murallas en todo el Oriente Medio con dataciones de más de 10 mil años y en muchos casos estas son el único vestigio que prueba la presencia de una ciudad. La sociedad agraria, en aras de proteger y administrar la producción, crea las relaciones de clase y posición social que en el nomadismo son menos complicados y de ahí nace el dirigente de la ciudad. Las primeras ciudades fueron autónomas, tribales, dependían de sí mismas y se aliaban con otras en casos circunstanciales, como las polis de Grecia, Fenicia y los Mayas, entre otros. 
El desarrollo de estados más complejos nacería del poder creciente de una determinada ciudad, que terminaría por dominar a las ciudades vecinas y crear una unidad política más grande. Casos como este, se darían primero en territorios como Egipto y China, entre otros. Los imperios serían el colmo del poder creciente de uno de estos estados que, ya no solo controlaría las ciudades y la población de un territorio (reino), sino que iría al control de otros estados circunvecinos como el caso de China, el Imperio romano, el Imperio azteca o el Imperio inca.